# Oasificación
En hidrología, oasificación es el antónimo de desertificación por aridez edáfica.
Para favorecer el proceso de oasificación el hombre debe aplicar una serie de métodos que densifiquen y lignifiquen la cubierta vegetal, o lo que es lo mismo, reviertan el proceso de degradación hídrica, edáfica y botánica que padece una ladera, mediante una correcta preparación del suelo e introduciendo las especies vegetales adecuadas. Estas metodologías son propias de la Ingeniería Forestal y de Montes, aunque no sean exclusivas de estas titulaciones.
Para oasificar hay que plantear sistemas de recolección de agua, es decir, hay que perfilar microembalses convenientemente dimensionados para acumular el agua de escorrentía en los puntos de repoblación. Estas pequeñas estructuras de tierra recogen e infiltran la escorrentía, mejorando las condiciones de humedad del suelo y posibilitando el desarrollo de una vegetación natural leñosa, invirtiéndose así el temido proceso de desertificación por aridez edáfica.
El término oasificación fue propuesto en 1999 por Andrés Martínez de Azagra Paredes, catedrático de Hidráulica e Hidrología Forestal de la Universidad de Valladolid.
Este término está muy relacionado con el concepto de recolección de agua y con el riego de boqueras pero tiene un marcado enfoque ecológico en vez de meramente agrícola. En la oasificación se contemplan las cosechas de suelo y de nutrientes como fundamentales para el proceso restaurador de la ladera degradada. Además de cosechar agua se recolectan nutrientes, semillas y suelo, por lo que al mismo tiempo se logra el control de la erosión hídrica, tan frecuente en las zonas áridas y semiáridas. De hecho, en muchos lugares del mundo, conservación de aguas y suelos pueden considerarse sinónimos. En este mismo sentido se expresan Ludwig et al. 1997, cuando describen que en las laderas de climas semiáridos en Australia existen sumideros naturales (cada árbol, mata, macolla o depresión del terreno) que se ven enriquecidos al capturar el agua, el suelo y los nutrientes de las zonas adyacentes.